# La española inglesa
La española inglesa (deutsch z. B. Die Spanierin in England oder Die englische Spanierin) ist eine Novelle von Miguel de Cervantes. Die Novelle erschien 1613 in Madrid als Teil der Novelas ejemplares.

## Kurzbeschreibung
Die Novelle schildert die Geschichte der jungen Spanierin Isabel, die während des Englisch-Spanischen Krieges 1596 nach England entführt wird und sieben Jahre später mit dem Sohn ihres Entführers ein Paar bildet. Vor der Heirat muss das Paar mehrere Hindernisse überwinden, darunter zwei Mordanschläge, schwere Wunden, Versklavung und äußere Entstellung.

## Inhaltsangabe
Entführung und geplante Heirat der Titelfigur
Die siebenjährige Spanierin Isabel ist während der Eroberung von Cádiz 1596 durch den adligen englischen Edelmann Geschwader-Kommandeur Clotald entführt worden, der sie mit nach London nimmt und in seiner insgeheim katholischen Familie großzieht. Da Clotald mit der Entführung seinen Befehlen zuwiderhandelte,  wächst die Katholikin Isabel zweisprachig im protestantischen London unter einem falschen Namen auf: Elizabeth. Clotalds Sohn Richard, fünf oder sechs Jahre älter als Isabel/Elizabeth, verliebt sich in seine Ziehschwester. Als Richards Eltern eine Ehe mit einer ebenfalls insgeheim katholischen, reichen Schottin namens Clisterna anbahnen, offenbart Richard sich erst Isabel/Elizabeth, dann seinen Eltern. Die Eltern willigen in die Ehe zwischen Richard und Isabel/Elizabeth ein. Vier Tage vor der geplanten Hochzeit verlangt allerdings die englische Königin Isabel/Elizabeth zu sehen, „da man in der ganzen Stadt von ihrer unvergleichlichen Schönheit und ihrer vielseitigen Begabung sprach.“ Die Königin war nicht um das notwendige Einverständnis zur Eheschließung ersucht worden und beschließt nun, die Ehe zu untersagen, bis Richard „sich dieses Kleinod selbst verdient hat.“ Richard soll als stellvertretender Oberbefehlshaber zweier Kaperschiffe seine Lorbeeren verdienen. Vor der spanischen Küste stirbt der Oberbefehlshaber jedoch, Richard nimmt seinen Platz ein. In einem Seegefecht zwischen den beiden englischen Schiffen und zwei Barbaresken-Galeeren unterliegen die Barbaresken. Damit fallen auch rund 300 iberische Christen in englische Hände. Unter den rund 300 Katholiken sind die biologischen Eltern von Isabel/Elizabeth, die mit Richard nach London kommen wollen, während Richard die restlichen Katholiken und Barbaresken freilässt. Mit reicher Beute kehrt Richard nach London zurück, wo die Königin in die Ehe von Richard und Isabel/Elizabeth einwilligt sowie Isabel/Elizabeth und ihre Eltern sich wiedererkennen.
Giftanschlag auf die Titelfigur und deren Abreise nach Spanien
Ehe es zur Heirat von Richard und Isabel/Elizabeth kommt, tritt der 22-jährige Graf Ernest auf den Plan. Er ist Sohn der Oberstkämmerin, der Isabel/Elizabeth bei Hofe anvertraut war, und hat sich in Isabel/Elizabeth verliebt. Graf Ernest fordert Richard zum Duell, allerdings schreitet die Obrigkeit ein, Graf Ernest wird inhaftiert und später für sechs Jahre des Landes verbannt. Seine Mutter sieht Isabel/Elizabeth als die Wurzel aller Übel, denunziert sie zuerst als insgeheime Katholikin und führt schließlich einen Giftanschlag aus. Isabel/Elizabeth überlebt, wenn auch vollkommen entstellt: „Wimpern, Augenbrauen und Haare waren ausgefallen und das Gesicht angeschwollen; die Haut hatte ihre frische Farbe verloren und war grau und mit Schuppen bedeckt, und die glanzlosen Augen tränten unaufhörlich.“ Richards Eltern beschließen, die Ehe-Idee mit der Schottin Clisterna wiederaufleben zu lassen. „Sie zweifelten nicht daran, daß Richard beim Anblick seiner schönen neuen Braut Elizabeths entschwundene Reize allmählich vergessen werde. Diese letztere aber wollten sie mitsamt ihrer Eltern nach Spanien schicken“, ausgestattet mit einer üppigen Abfindung. Richard willigt scheinbar ein, verabredet mit Isabel/Elizabeth, binnen zwei Jahren in Sevilla einzutreffen. Seinen Eltern sagt Richard, vor der Ehe mit Clisterna wolle er eine Rom-Pilgerfahrt antreten. Vermögen und Familie von Isabel/Elizabeth gehen über Frankreich nach Sevilla, wo der Vater von Isabel/Elizabeth wieder als Kaufmann arbeitet. Isabel/Elizabeth erlangt dort zwei Monate nach dem Giftanschlag ihre Schönheit zurück, tritt mit Richards Eltern in Briefkontakt und wird in Sevilla umschwärmt. „Elizabeth aber stand inmitten dieser Leidenschaften wie ein Fels im Meer, den Wind und Wellen zwar berühren, doch nicht erschüttern können.“
Wiedervereinigung der Titelfigur mit ihrem Verlobten
Inzwischen hatten Richard und sein Diener Italien erreicht, wollten sich auf den Seeweg nach Spanien machen, wurden aber in Aquapendente von Graf Ernest und vier seiner Diener nachts überfallen. Richard war dabei sowohl von den Angreifern als auch seinem eigenen Diener für tot gehalten worden. Sein Diener brachte diese Botschaft Richards Eltern, die sie wiederum Isabel/Elizabeth mitteilten. Isabel/Elizabeth beschloss daraufhin, nach Ablauf der zwei Jahre ins Kloster zu gehen. Richard allerdings hatte sich nach zweimonatiger Genesung gen Spanien eingeschifft, war vor Saintes-Maries-de-la-Mer durch zwei Piraten-Galioten angegriffen worden, die Richards Feluke enterten und ihn als Sklaven nahmen. In Algier dann war Richard von Trinitariern freigekauft worden und kommt somit genau mit Ablauf der Zweijahresfrist in Sevilla an, wo er gerade noch den Klostereintritt von Isabel/Elizabeth verhindern kann.

## Textanalyse
Bei La española inglesa handelt es sich um eine auktorial erzählte Kurzgeschichte nach italienischem Vorbild. Die erzählte Zeit umfasst etwa 16 Jahre, wobei die Kernhandlung im letzten Regierungsjahr von Elisabeth I. beginnt und rund zwei Jahre später endet. Schauplätze der Handlung sind London, das Meer am Eingang der Straße von Gibraltar, Aquapendente, das Meer vor Saintes-Maries-de-la-Mer und Sevilla.

### Themen
Innere und äußere Schönheit
Der letzte Absatz der Novelle bekundet, sie lehre, „wieviel die Tugend und die Schönheit vermögen. Vereint oder auch jede für sich sind sie imstande, selbst unseren Feinde Liebe einzuflößen.“ Hauptgegenstand der Novelle ist die Liebe zwischen der Spanierin Isabel und dem Engländer Richard. Beide gehören verfeindeten Nationen an, auch wenn sie gleicher Konfession sind. Schon als Kind ist Isabel/Elizabeth eine „unvergleichliche Schönheit“, zum Zeitpunkt ihrer geplanten Heirat mit Richard „ein neues Weltwunder an Lieblichkeit“. Isabel/Elizabeth wird von allen außer Richard allein wegen ihrer Schönheit bevorzugt. Durch den Giftanschlag der Oberstkämmerin wird Isabel/Elizabeth vorübergehend zum „Inbegriff aller Häßlichkeit“. Doch noch ehe ihre „Sonne der Schönheit“ wieder erstrahlt, gesteht der verliebte Richard der wegen ihrer Tugenden innerlich schön gebliebenen Isabel/Elizabeth: „Als du noch schön warst, liebte ich dich, jetzt, wo du häßlich bist, bete ich dich an.“
Innere und äußere Freiheit
In der Novelle zeigt sich die Königin verwundert, dass Isabels Eltern nicht wie die anderen 300 katholischen Christen das Angebot Richards annehmen, nach Spanien freigelassen zu werden, „da doch die Freiheit das Gut sei, das der vernunftbegabte Mensch und sogar das vernünftige Tier am höchsten schätzen.“ Die Königin verkennt dabei, dass sie mit Richard und Isabel/Elizabeth zwei insgeheime Katholiken vor sich hat, die sich ihre Glaubensfreiheit im Innern erhalten. Sowohl Isabel/Elizabeth als auch Richard werden ferner vorübergehend zu Gefangenen und damit zum Inbegriff äußerer Unfreiheit.

### Figuren
Hauptfiguren
- Isabel/Elizabeth ist schön, fromm und treu und besitzt „so gute Anlagen, daß sie mit Leichtigkeit alles auffaßte, was man sie lehrte“.[4] Ihre Sittsamkeit ist unvergleichlich.[5]
- Richard ist „ein hochgewachsener, hübscher und stattlicher Mann“,[34] goldgelockt[35] und tugendhaft: Er rettet 300 spanisch-katholische Kriegsgegner, ohne sein eigenes Leben oder seinen eigenen Ruf zu riskieren.

Namentlich genannte Nebenfiguren
- Clotald, Richards Vater: Selbst von der äußeren Schönheit Isabels fasziniert, billigt er die Liebe zwischen seinem Sohn Richard und Isabel/Elizabeth nur so lange, wie Isabel/Elizabeth ihre äußere Schönheit behält. Allerdings respektiert er Isabel/Elizabeth auch noch, als sie vorübergehend zum „Inbegriff aller Häßlichkeit“[18] wird.
- Catherine, Clotalds Gattin, ist „eine vornehme, christlich denkende und kluge Frau“,[4] die Isabel/Elizabeth wie ihre eigene Tochter aufzieht.
- Graf Ernest ist „überaus anmaßend, stolz und selbstbewusst“.[14] Er akzeptiert seine Niederlage gegen seinen Rivalen Richard nicht und sinnt auf Rache.
- Clisterna ist ein reiches, schönes schottisches Mädchen.

## Nachwirkung
Die Novelle wurde 2015 mit Macarena García als Isabel, Carles Francino Navarro als Richard und Lola Herrera als Königin für La 1 verfilmt.

## Deutschsprachige Textausgaben
- Miguel de Cervantes Saavedra: Die Spanierin in England. In: Miguel de Cervantes Saavedra: Meistererzählungen: Die Beispielhaften Novellen. (=detebe-Klassiker. Band 22527). Aus dem Spanischen von Gerda von Uslar. Diogenes, Zürich 1993.  ISBN 3-257-22527-X. S. 231–291.
- Miguel de Cervantes Saavedra: Die Spanierin in England. In: Miguel de Cervantes Saavedra: Sämtliche Erzählungen. Aus dem Spanischen von Gerda von Uslar. Anaconda, Köln 2016. ISBN 978-3-7306-0330-7. S. 231–291.